# ボーウング・ケットFC
ボーウング・ケットFC（Boeung Ket Football Club）またはボーウング・ケット・アンコールFC（Boeung Ket Angkor Football Club）は、カンボジアのプロサッカークラブ。「ボンケット」とも表記される。同国のトップリーグであるメトフォン・Cリーグに所属している。コンポンチャム州を本拠地としているが、ホームスタジアムはプノンペンの競技場を転々としており、2020年はカンボジア・エアウェイズ・スタジアムを使用する。

## 概要
2015年1月まではボーウング・ケット・ラバー・フィールドの名前で活動していたチームで、2012年にはカンボジア・リーグ制覇、2013年、2014年には準優勝をしている、同国の強豪チームである。

## タイトル
- カンボジア・リーグ: 3回

優勝: 2012, 2016, 2017
準優勝: 2013, 2014
- AFCプレジデンツカップ

出場: 2013

## 現所属メンバー
注：選手の国籍表記はFIFAの定めた代表資格ルールに基づく。
| No. | Pos. |            | 選手名                 |
| --- | ---- | ---------- | ---------------------- |
| 1   | GK   | カンボジア | スウ・ヤティー         |
| 4   | MF   | カンボジア | リ・ヴァヘド           |
| 5   | DF   | カンボジア | ソク・ソヴァン         |
| 6   | DF   | カンボジア | トウチ・パンチャロン   |
| 7   | MF   | 日本       | 水野輝                 |
| 8   | MF   | カンボジア | マス・ヤモイン         |
| 9   | FW   | カンボジア | クオン・ラボラヴィー() |
| 10  | FW   | 日本       | 村松知輝               |
| 13  | FW   | カンボジア | スレー・セン           |
| 16  | MF   | カンボジア | チュン・ソセアラス     |
| 17  | MF   | カンボジア | リ・ミザン             |
| 18  | DF   | カンボジア | スン・ソヴァンナリス   |
| 19  | DF   | カンボジア | ケアブ・ヴィボル       |

| No. | Pos. |              | 選手名                   |
| --- | ---- | ------------ | ------------------------ |
| 20  | FW   | カンボジア   | ソク・ペン               |
| 21  | MF   | カンボジア   | ソウン・ソフェアクトラ   |
| 23  | MF   | ブラジル     | マイコン・カリジュリ     |
| 24  | MF   | カンボジア   | ソウン・ソパンハ         |
| 25  | DF   | カンボジア   | ホン・ペン               |
| 26  | MF   | カンボジア   | ロウス・サモエウン       |
| 30  | FW   | ナイジェリア | エソー・ポール・オモンバ |
| 33  | GK   | カンボジア   | サン・チャンヌ           |
| 36  | GK   | カンボジア   | コエム・マカラ           |
| 44  | DF   | カンボジア   | サス・ロシブ             |
| 45  | DF   | カンボジア   | チェア・ヴェスリー       |
| 99  | FW   | ナイジェリア | サムエル・アジャイ       |

## 歴代監督
- John Mcglynn 2014-2015

## 歴代所属選手

### GK
- スウ・ヤティー 2015-

### DF
- ソク・ソヴァン 2013-
- ホン・ペン 2014-

### MF
- ケオ・ソクペン 2012-2015
- チャン・リティー 2012-2014

### FW
- ケオ・ソクノン 2012-2015
- チャン・ワタナカ 2012-
- クオン・ラボラヴィー 2013-
- サムエル・アジャイ 2015-2016, 2017-